# Anfiteatro romano di Larino

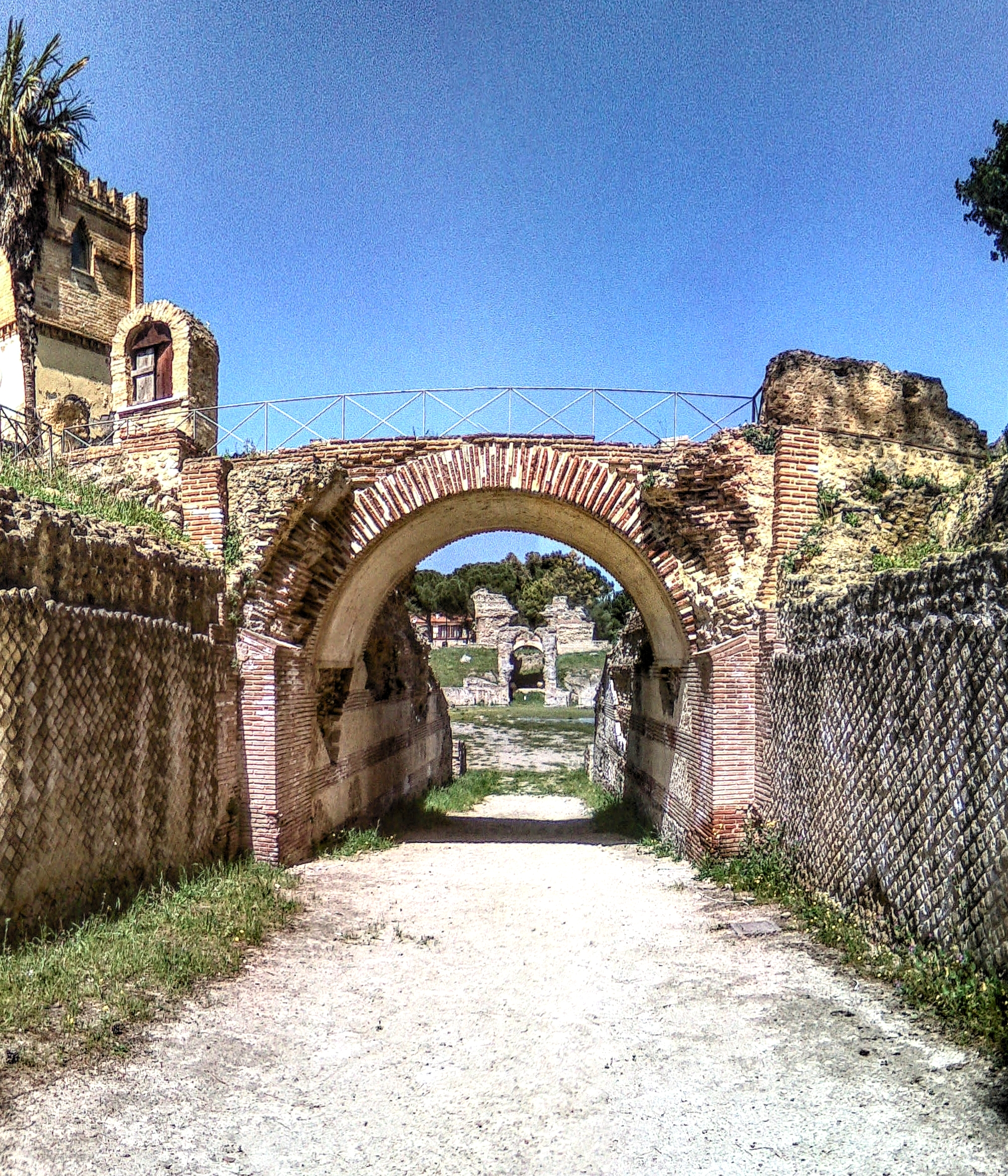
L'anfiteatro

L'anfiteatro

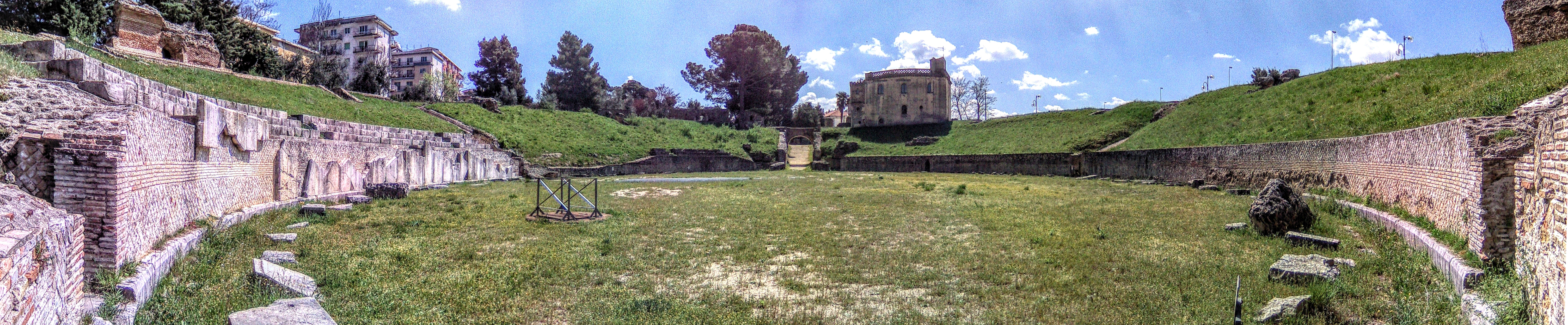
L'anfiteatro

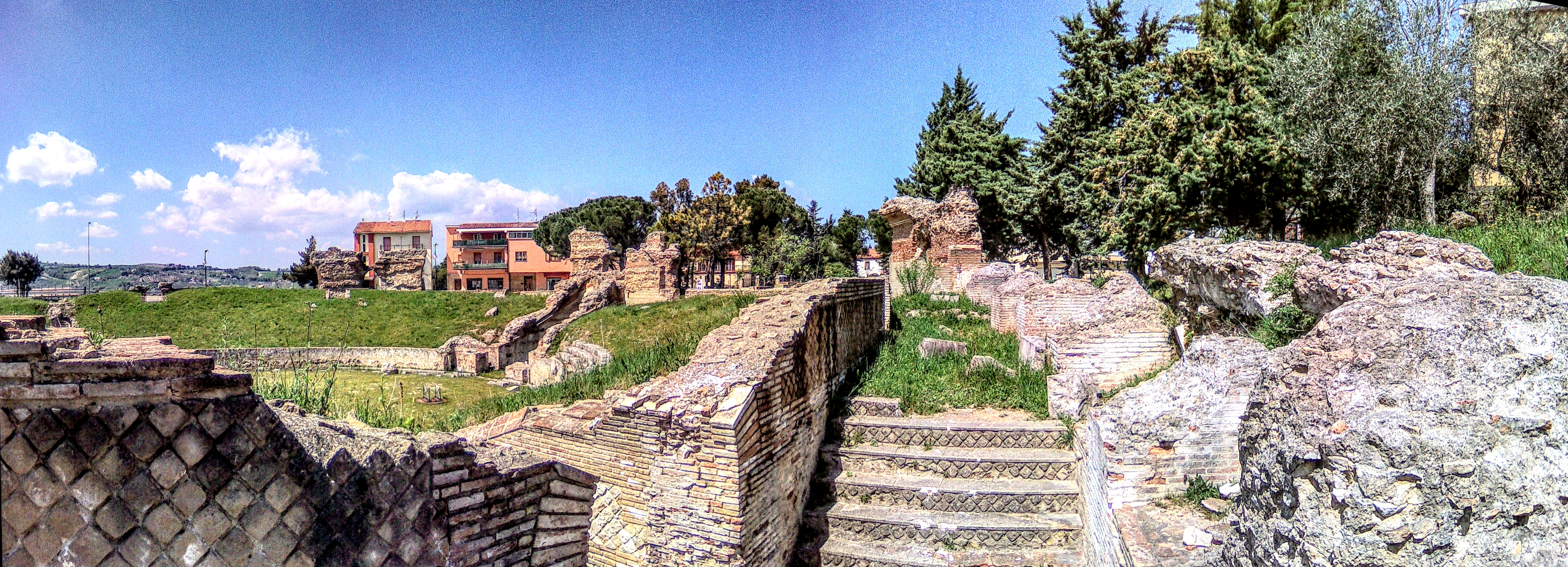
L'anfiteatro

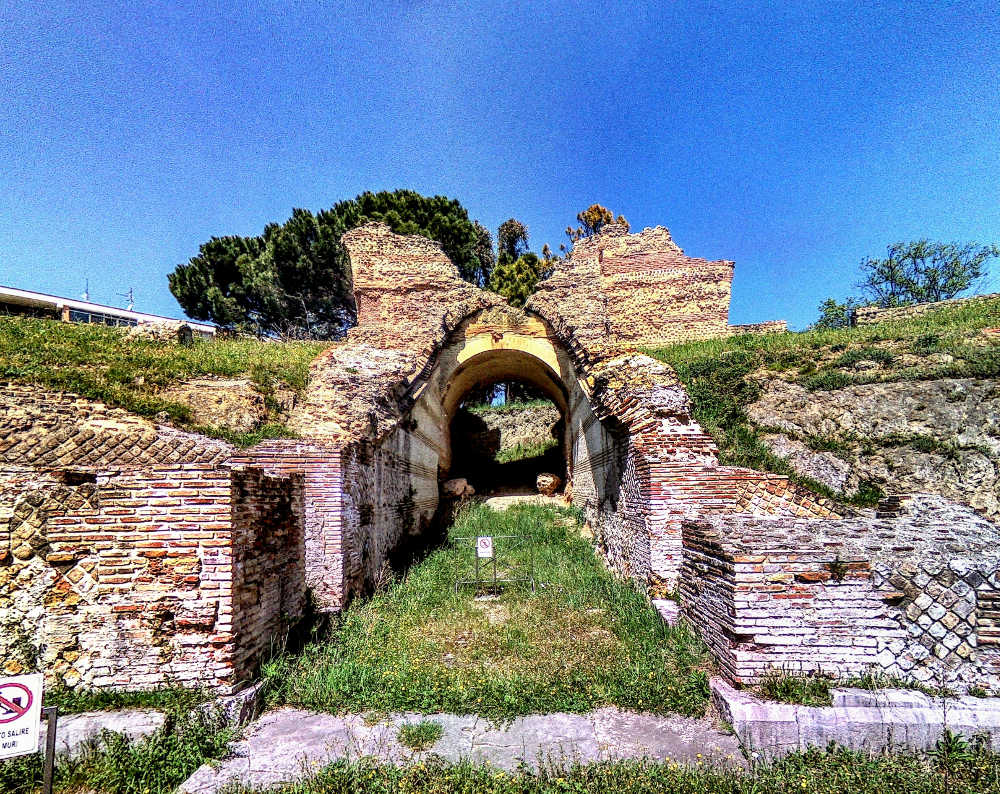
L'anfiteatro

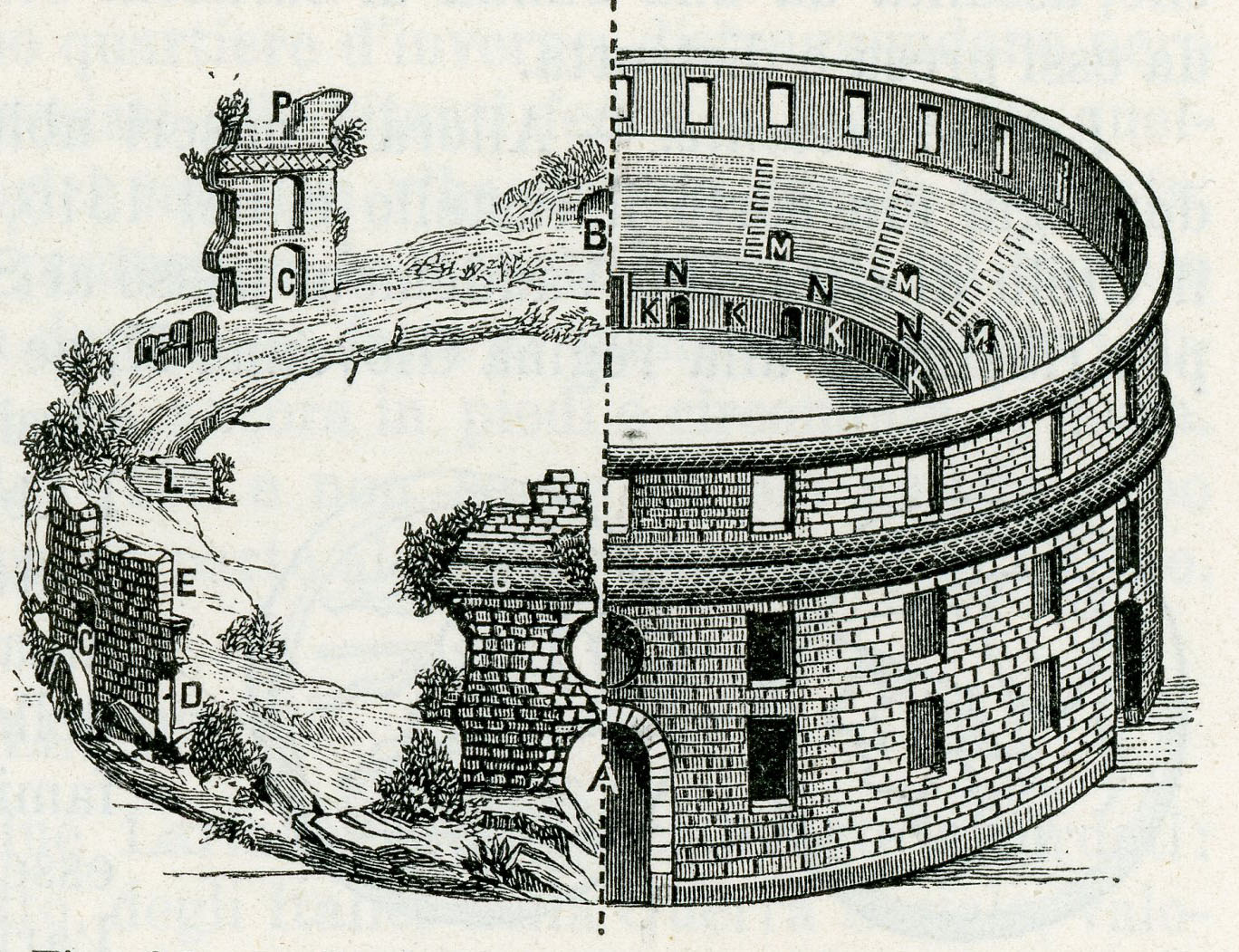
Disegno del 1740 che ricostruisce l'aspetto dell'anfiteatro romano

L'anfiteatro romano, con i suoi ruderi rimasti parzialmente affioranti, è il monumento antico più celebre di Larino e rappresenta da sempre il simbolo della città. Negli ultimi decenni l’area è stata interessata da un'intensiva urbanizzazione, in quanto adiacente alla ferrovia ed alla strada statale.

## Storia e descrizione
Cicerone riferisce (Pro Cluentio, IX, 27) che a Larino, già molto prima di disporre di un anfiteatro stabile, erano abitualmente praticati in città giochi pubblici e spettacoli (ludi). È probabile che, come avveniva anche a Roma, si utilizzassero strutture lignee mobili oppure ci si servisse, come avveniva a Sepino, degli spazi del Foro. Progettato per essere inserito nel contesto urbano, all'epoca già ben definito, venne edificato in un’area marginale, già da tempo occupata, sul margine occidentale della Piana San Leonardo, su una scarpata che degrada verso ovest, alla periferia della città ellenistica e romana. Per edificarlo fu necessario dare corso a uno sbancamento nella parte meridionale dell’abitato, sacrificando gli edifici e le strade che già occupavano l’area. Diverse testimonianze archeologiche (tre brevi tratti di muratura a secco, due residui di acciottolato stradale a spina di pesce), ben anteriori alla sua costruzione, perché risalenti al periodo VI – III secolo a.C., hanno confermato l’utilizzazione dell’area in un’epoca precedente alla costruzione dell’anfiteatro. Unici resti del precedente abitato, raso al suolo in occasione della realizzazione della cavea.
Purtroppo nessun cenno del monumento si trova nelle fonti antiche, né è pervenuto alcun elemento relativo agli spettacoli organizzati, come è invece documentato per l’anfiteatro di Venafro. Risulta invece variamente citato dagli storici locali (Tria, Caraba e Magliano): si tratta per lo più di riferimenti sommari, a volte anche scarsamente attendibili, che di solito evidenziano, già agli inizi del secolo XVIII, lo stato di abbandono del monumento, sottoposto a continue spoliazioni. Fra tutti è il Tria che si dilunga a descrivere l’anfiteatro con molti dettagli, dedicandogli numerose pagine: si sofferma in confronti con altri celebri anfiteatri romani, sostiene che l’arena avesse forma circolare ed affronta anche il problema della sua datazione. Allegati al testo, i disegni di Pietro Torelli (pianta e veduta prospettica) illustrano il monumento, anche se offrono una ricostruzione poco attendibile dell’intero edificio. L’opera del Tria è stata assunta come indiscussa fonte di riferimento dalla maggior parte degli scrittori successivi, fino a tempi piuttosto recenti. Scientificamente più interessanti e corrette risultano invece le indicazioni e le descrizioni fornite nel 1851 da Ambrogio Caraba ed i disegni, da lui stesso delineati, contenenti la pianta e la veduta prospettica dell’edificio, questa volta in forma ellittica. I dati di scavo successivi hanno confermato la bontà delle sue misurazioni e ricostruzioni, basate su riscontri diretti, come afferma lo stesso Caraba.
Magliano nella descrizione del monumento segue le indicazioni del Tria e avvalora l’ipotesi che l’anfiteatro fosse di forma circolare (la forma apparentemente ellittica era dovuta, a suo giudizio, a un effetto ottico).
Edificato nell'ultimo ventennio del I secolo d.C. per volontà testamentaria di L. Capitone, personaggio appartenente al rango senatorio, come è attestato da un'iscrizione, sia pure frammentaria, originariamente posta a coronamento della porta occidentale dello stesso anfiteatro, l’edificio era destinato ai combattimenti gladiatori, e rappresentò uno degli esempi di rinnovamento edilizio che interessò tutto l’impero romano, subito dopo la fastosa inaugurazione a Roma dell’anfiteatro Flavio: all'epoca furono molti i personaggi di alto rango che decisero di finanziare la costruzione di simili edifici.
Tra quelli noti del mondo antico, quello di Larino è un anfiteatro a pianta ellittica di medie dimensioni, simile per dimensioni a quelli di Luceria oppure di Alba Fucens, ma molto più modesto di quello di Capua. Pur non grandissimo, presenta all'esterno un asse maggiore di m. 97,80 (con orientamento nord-sud) ed uno minore di m. 80 (con orientamento est-ovest) ed un’arena di m. 59,40 x m. 41,60. Con una superficie complessiva di oltre seimila metri quadrati, poteva agevolmente ospitare quasi undicimila spettatori. Nulla si sa delle manifestazioni allestite in occasione dell'inaugurazione, avvenuta sotto l’imperatore Tito. Dalla presenza di alcuni elementi tecnici, si ipotizza che la struttura dell’edificio potesse essere adattata all'occorrenza anche per spettacoli teatrali (a quanto è dato sapere, un teatro mancava a Larino) oppure per spettacoli circensi.
A differenza di altri edifici del genere interamente costruiti in elevato, l’anfiteatro di Larino si presenta con una struttura mista: l’arena e l'ima cavea risultano scavate direttamente nello strato di arenaria, piuttosto friabile, invece gli ordini superiori sono stati costruiti in elevato, utilizzando strutture murarie che, sebbene di dimensioni diverse, presentano condizioni strutturali simili. Il procedimento utilizzato per la costruzione è quello tipico romano, con murature a sacco, riempite con opus caementicium, un composto cementizio fatto di malta e pietrame grezzo misto a ghiaia, che garantisce compattezza e solidità. Il paramento murario esterno è in opus reticulatum, con blocchetti in pietra a base quadrata, di forma piramidale, di fattura irregolare, con la punta inserita nel cementizio e disposti in diagonale a formare un reticolo. Le indagini eseguite sui materiali hanno evidenziato che sono stati utilizzati ciottoli calcarei e pietrame tufaceo di provenienza locale, non della migliore qualità; anche le malte risultano di mediocre fattura, ma nel complesso il manufatto evidenzia buona capacità costruttiva e buona conoscenza delle tecniche edilizie.
Il piano dell’arena risulta convesso al centro, in modo da consentire lo scolo delle acque nell’euripo, un apposito canale che circonda l’arena, profondo circa cm. 40 e largo cm. 32, realizzato con conci di pietra calcarea ben lavorati. Nell'arena si accede attraverso quattro porte d’ingresso, le due che si aprono in corrispondenza dell’asse maggiore sono molto ampie, per consentire l’ingresso “trionfale” di personaggi importanti o gladiatori vittoriosi, ricoperte da volte a botte, quelle costruite sull'asse minore sono più strette e sono provviste di gradini. Quasi al centro dell’arena, spostata verso il settore est, è scavata nel tufo una fossa rettangolare, profonda quasi cinque metri, di circa m. 7,50 x m. 5,50, che presenta sul lato minore una rampa di accesso all’arena larga circa m. 1,50. Sul fondo della fossa sono stati ritrovati dei massi di pietra, provvisti di un gancio centrale: si tratta quasi certamente di contrappesi utilizzati per il funzionamento di un montacarichi, per sollevare sul piano dell’arena le gabbie degli animali feroci durante gli spettacoli gladiatori. L’arena è delimitata, lungo tutto il perimetro, dal muro di sostegno del podio, alto due metri e rivestito con pesanti lastre di calcare, che presentano il bordo superiore arrotondato, che fungeva da parapetto del podio, e provvisto di fori per il sostegno della rete di protezione per gli spettatori. In corrispondenza delle due porte principali, nel muro del podio si aprono quattro porte di accesso a quattro piccoli ambienti, gli spoliaria, dove venivano prestate le prime cure ai gladiatori feriti o venivano deposti momentaneamente i corpi di quelli uccisi in combattimento. A questi ambienti si accedeva, oltre che dall'arena, anche dalle porte principali.
(Epigrafe di Mario Rapisardi)
Gli scavi non hanno restituito resti delle gradinate dei diversi settori. Si ipotizza che i gradini del podio fossero tre, oltre i quali iniziava il livello superiore, quello della ima cavea, che, secondo le regole descritte da Vitruvio, doveva avere un numero di gradini doppio di quelli del podio. Il settore superiore, la media cavea, era ancora più ampio, forse di dieci gradini.
L’ultimo settore, quella della summa cavea, corrispondeva probabilmente all'attico sovrastante l’ambulacro, al quale si accedeva attraverso delle rampe esterne, addossate al muro perimetrale dell’anfiteatro. È probabile che per alleggerire la struttura dell’edificio le ultime gradinate destinate al pubblico fossero realizzate in legno. La buona visibilità era assicurata a tutti gli spettatori non solo dalla forma ellittica della struttura, ma anche dalla pendenza delle gradinate che aumentava di settore in settore, a mano a mano che ci si allontanava dall'arena, secondo precise regole costruttive.
L’accesso ai settori era rigidamente disciplinato, per questo ciascun settore aveva ingressi indipendenti. I nobili accedevano al podio direttamente dalle quattro porte di accesso all’ arena. Ai due settori superiori si accedeva dall'ambulacro, una galleria coperta da una volta a botte, che correva lungo tutto il perimetro dell’anfiteatro e che presentava sulla parete esterna una serie di arcate a tutto sesto e sulla parete interna dei corridoi di accesso alle gradinate della cavea, i vomitoria, forse in numero di dodici. L’accesso al livello dell’attico era assicurato da rampe esterne, addossate all'edificio, probabilmente una per ciascun settore dell'anfiteatro.
Il pubblico che assisteva ai giochi apparteneva a tutte le classi sociali, ma ciascuno accedeva al settore riservato al suo specifico rango sociale. Al podio potevano accedere solo le autorità civili e militari, gli ospiti d’onore, le personalità di rilievo con le loro famiglie. Le successive sei gradinate erano riservate ai cavalieri, mentre gli spettatori di rango sociale non elevato accedevano al settore superiore, composto da dieci gradinate. Il popolo di condizione modesta e gli schiavi occupavano le gradinate più in alto, nella summa cavea. Attualmente i resti della parte in elevato sono limitati ai ruderi dell’ambulacro e del muro esterno in corrispondenza della porta nord e ad alcuni brevi tratti di muratura negli altri settori, mentre quelli del settore sud-ovest sono stati inglobati nella costruzione del villino Calvitti.
Già nel 1962 i ruderi subirono un primo intervento di parziale consolidamento. Solo nel 1978 fu avviato un primo intervento di scavo, in attuazione di un programma straordinario predisposto dalla Soprintendenza Archeologica del Molise e dal Comune di Larino. Le indagini di scavo vennero condotte dalla dott.ssa Anna Rastrelli e si concentrarono sulla parte orientale dell’arena. Negli anni 1981-1982 l’anfiteatro è stato di nuovo parzialmente esplorato, grazie a un progetto finanziato dalla Regione Molise, sia pure limitatamente alla metà orientale del monumento. Già i primi interventi evidenziarono la sistematica spoliazione dei materiali lapidei e dello stesso tufo effettuata nel corso dei secoli ai danni dell’anfiteatro, cosa che rendeva impossibile effettuare scavi stratigrafici nell'area interna, che risultava irrimediabilmente manomessa. Ma anche l’area esterna, ugualmente non ancora esplorata, appariva praticamente irrecuperabile, a seguito di una serie di interventi che avevano “inquinato” l’intera zona: la costruzione della strada statale n. 87, a nord-ovest, l’edificio dell’Enel a nord, una serie di case private lungo il perimetro nord-est, la presenza del villino Calvitti a sud-ovest, lungo il percorso dell’ambulacro.
Fin dall'epoca del suo definitivo disuso, nel corso dei secoli l’edificio è stato sottoposto a continue spoliazioni; inoltre già dalla tarda antichità alcune parti della struttura, specialmente nel settore nord-est, furono riutilizzate: qui l’ambulacro risulta chiuso trasversalmente da muretti che delimitano degli ambienti; in questo settore venne poi realizzata una fornace per laterizi, mentre nella rampa della porta est funzionò una fornace per calce già anteriormente all’VIII secolo d.C. Inoltre nel settore nord-est, in corrispondenza di alcuni pilastri, in epoca alto medioevale furono messe in opera alcune sepolture. In realtà, già a partire dalla campagna di scavo condotta nel sito nel 1987-1988 è emersa la presenza di numerose sepolture, dislocate in vari settori dell’anfiteatro, appartenenti ad ambiti cronologici sia anteriori che posteriori alla sua costruzione.
Durante un saggio di scavo effettuato nel settore nord-ovest della cavea, a ridosso della massicciata di tufo presente su tutta la metà occidentale, sono state rinvenute due sepolture risalenti al periodo arcaico (VI secolo a.C.), che hanno confermato l’uso, già documentato altrove, di seppellire nel centro abitato. Si tratta di due fosse rettangolari, ricavate nel tufo, sfruttando la naturale pendenza del terreno e ricoperte con una copertura piana di blocchetti tufacei. In entrambe gli inumati (uno è una bambina) sono disposti supini, a diretto contatto col terreno, gli scheletri risultano gravemente danneggiati. Molto poveri i corredi funerari.
Più interessanti le sepolture di epoca alto medievale, rinvenute nel settore di nord-ovest, nei pressi del primo vomitorio. Sebbene abbastanza danneggiate, le sepolture hanno restituito, in alcuni casi, corredi funebri interessanti, costituiti prevalentemente da oggetti personali, orecchini e spilloni di bronzo, fibule e armille in ferro, rasoi, coltelli e pettini. Si tratta di fosse di forma irregolare, ricavate nel tufo, prive di riempimento, ricoperte con tegoloni e coppi oppure con lastre di calcare, contenenti scheletri disposti in posizione supina, spesso danneggiati ed in cattivo stato di conservazione. La prassi del riutilizzo in epoca alto medievale dei siti romani ormai in disuso doveva essere abbastanza frequente, come è già testimoniato nel teatro di Saepinum.